# La Tarde
La Tarde va ser un periòdic que es va publicar a Santa Cruz de Tenerife entre 1927 i 1982 en horari vespertí. L'1 d'octubre de 1927 va sortir al carrer el primer nombre del periòdic La Tarde, en un moment crític de la història de l'Arxipèlag doncs acabava de dividir-se en dos la província única de Canàries que tenia, fins llavors, per capital a Santa Cruz de Tenerife. Van ser els seus fundadors don Víctor Zurita Soler, don Matías Real González i don Francisco González Veiés i el diari es caracteritzarà des dels seus començaments per una defensa dels ideals i interessos de Tenerife.
Al llarg dels seus cinquanta-cinc anys d'existència va tractar de mantenir, sempre que li fou possible, el caràcter de mitjà d'informació independent i fou un periòdic pobre en recursos econòmics, però ric en iniciatives i en assoliments ciutadans, tant en la llarga etapa en què va ser dirigit per don Víctor Zurita com durant el temps en què ho va dirigir Alfonso García-Ramos.
"El seu objectiu prioritari va ser, des dels seus començaments, la defensa dels ideals de Tenerife, en el plànol regional, i la llibertat i la democràcia, en el general, sense sectarismes ni entreguismes de qualsevol signe".
"En 1982 es va deixar de publicar La Tarde, per ventura, per quedar obsoleta la seva hora d'aparició el que, al seu torn, li va impedir renovar la seva infraestructura tecnològica i, per tant, frenar el drenatge de la seva clientela cap al seu rival, El Día.

## Trajectòria ideològica

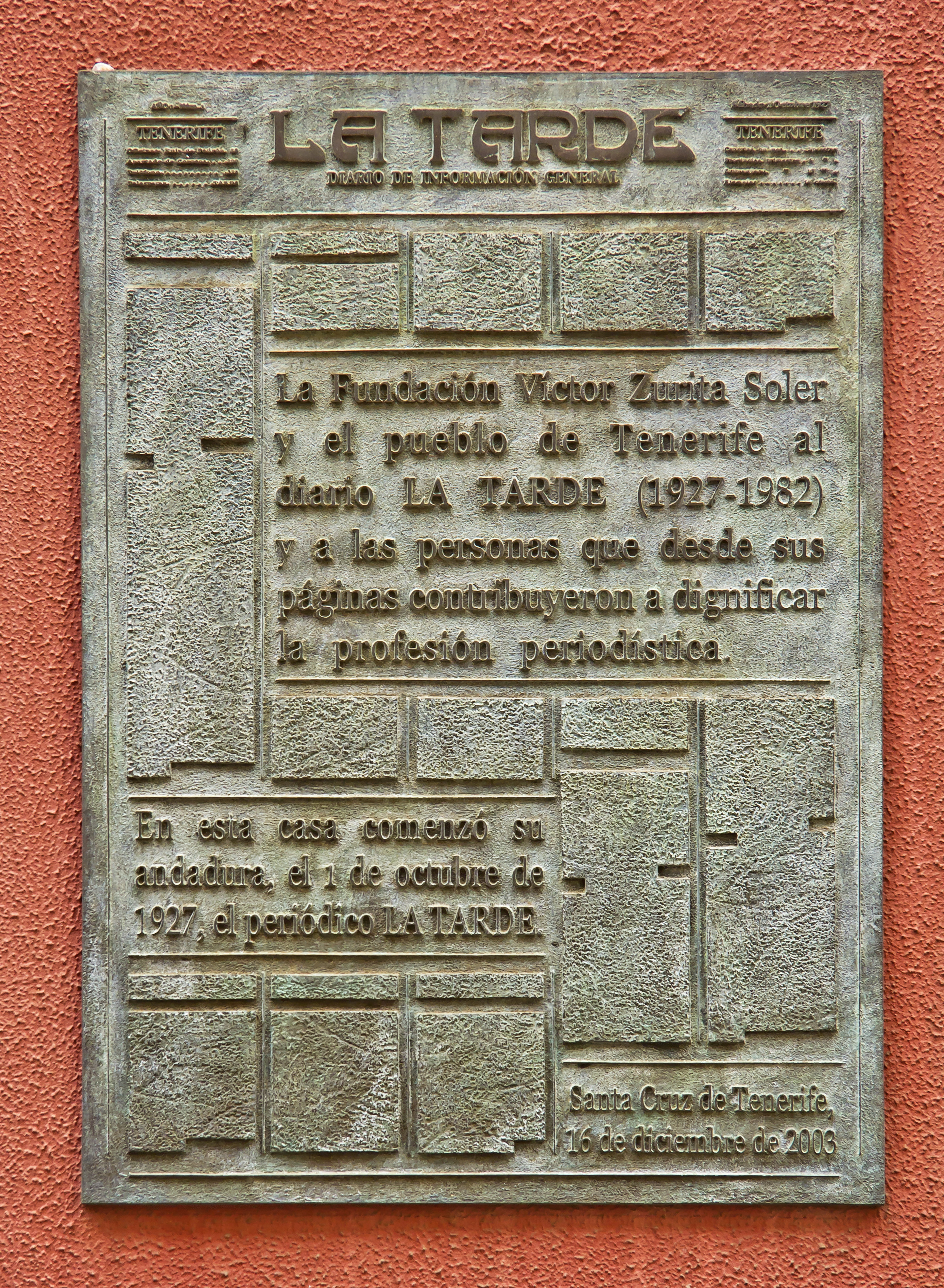
Placa commemorativa situada al carrer Ruiz de Padró de la capital de Tenerife.

"Es caracteritza des d'un principi pel seu radical i feroç defensa de Tenerife: les seves editorials estan dirigits a engrandir a la capital de la província occidental i al conjunt de l'illa, encapçalant i promocionant campanyes favorables a la creació i millora de les comunicacions aèries i marítimes. Al llarg de la II República no dubtarà a mostrar-se com un diari favorable al representant de la burgesia illenca: el Partit Republicà de Tenerife. Partidari de l'ordre i del desenvolupament econòmic, el periòdic dirigit per Víctor Zurita s'alinea aviat amb els revoltats del 18 de juliol de 1936".
Des de 1938 i fins a 1966, la Llei de Premsa de 1938 va permetre el control de l'activitat periodística mitjançant la censura i l'establiment de les consignes del règim franquista. Va ser una etapa molt difícil per a la Tarde -com per a la resta de la premsa espanyola- tant per la dura censura a la qual estava sotmesa, com pels efectes de la crisi econòmica que vivia el país.
El nomenament de Manuel Fraga Iribarne com a Ministre d'Informació i Turisme va suposar l'inici d'una etapa de major flexibilitat i va possibilitar l'aprovació d'una nova Llei de Premsa al maig de 1966. Aquesta llei reconeixia el dret a la informació, la llibertat d'expressió i permetia a les empreses l'elecció dels seus directors, així com substituïa la censura per la autocensura.
En 1974, després de la mort de don Víctor Zurita, va accedir a la direcció del periòdic Alfonso García-Ramos coincidint amb el començament d'un període de grans canvis en la història d'Espanya, que van portar al país a la transició d'un règim dictatorial a un altre democràtic. Des de la seva arribada a aquesta direcció i fins a la mort de Franco, Alfonso García-Ramos va impulsar la defensa dels valors democràtics i una posició partidària del canvi polític.
"Aquesta decidida defensa de la democràcia va portar al periòdic a algunes situacions desagradables sent la més greu l'obertura d'un expedient per falta de acatament a la Llei de Principis del Moviment Nacional i Altres Lleis Fonamentals, de falta de respecte a les institucions en la crítica de l'acció política i administrativa per anar en contra de la seguretat de l'Estat. Va ser l'última sanció que el Ministeri d'Informació i Turisme va imposar a una publicació canària en virtut de la Llei de Premsa de 1966".
La Tarde comptava per a això amb un nombrós conjunt de professionals compromesos amb la societat illenca i que van lluitar per les llibertats i interessos de l'Arxipèlag canari a través de les diferents columnes del diari. Redactors i columnistes que treballant o col·laborant amb La Tarde van marcar una referència important en el desenvolupament de la vida social, política i econòmica de l'illa de Tenerife: Óscar Zurita Molina, Eliseo Izquierdo, Maisa Vidal Estarriol, Vicente Borges Delgado, Francisco Pimentel, Wenceslao Pulido, Chela, Álvaro Martín Díaz “Almadi”, Rafael Lutzardo, Olga Darias, Wenceslao H. Pulido, Luis Ramos, Enrique García Ramos, Enrique Lite, Paco Pérez, José Padrón Machín, Manuel Perdomo Alfonso, Cirilo Leal Mújica, Andrés Chávez, Paco Cansino, José Manuel Pérez i Borges, Jorge Luis Carballo, Manuel Iglesias, Salvador García, Antonio Salgado, Juan Carlos “Xuancar”, Joaquín Reguero, Ángel Morales, José Manuel Encinoso Mena, Máximo Díaz Dorta, Antonio Nóbrega Navarro, Tomás Cruz, Antonio Bernal, Paco Dorta, Pedro González, Alberto Santana...

## La Gaceta Semanal de las Artes
Després de la Guerra Civil espanyola, l'activitat de difusió de la cultura que, abans del conflicte bèl·lic, es desenvolupava a través de la premsa escrita i de revistes especialitzades va deixar d'existir. Només en 1954 reapareixen les pàgines d'art i literatura en la premsa de Tenerife, de la mà del grup d'intel·lectuals que en el decenni dels 30 fundés Gaceta de Arte; així, Domingo Pérez Minik i Pedro García Cabrera impulsen el naixement del suplement Gaceta Semanal de las Artes en el diari vespertí La Tarde. Durant tota la seva existència, Gaceta Semanal de las Artes va ser una pàgina molt bé valorada i estimada a La tarde i el seu editor-director, doncs Víctor Zurita tenia la pàgina com una de les seves millors seccions.
Aquest suplement es manté fins a 1968 com l'únic que s'edita en els mitjans de comunicació de Tenerife, congregant al seu al voltant a artistes, literats i intel·lectuals de diverses generacions i que només tenien en comú la seva oposició al règim de Franco: en primer lloc la generació de Gaceta de Arte: Domingo Pérez Minik, Pedro García Cabrera i Eduardo Westerdahl, principalment. Una segona generació corresponent al grup fetasiano que integren Isaac de Vega, Rafael Arozarena, Antonio Bermejo, Carlos Pinto Grote, i als quals cal unir a Julio Tovar, Enrique Lite, Miguel Tarquis, Pedro González i uns altres. Finalment, està la generació de col·laboradors que donaria lloc, en els anys 70, al que s'ha denominat boom de la literatura canària, com Luis Alemany, Juan Cruz Ruiz, Emilio Sánchez Ortiz, Arturo Maccanti, Alberto Omar i uns altres. A aquests noms caldria unir, a més, col·laboradors més difícils d'integrar en un grup, com Elfidio Alonso Quintero, Francisco Pimentel, Tomás Eladio Quintero, Felipe Padrón Sanabria, Nivaria Tejera, Ángel Acosta, José María de la Rosa, Francisco Lezcano, Cipriano Acosta, Pedro Lezcano i Lázaro Santana, per citar alguns noms.
Com es pot apreciar, una àmplia relació de col·laboradors, de cap manera esgotada, per la qual cosa es pot afirmar que Gaceta Semanal de las Artes, durant tota la seva existència l'única secció cultural de la premsa de Tenerife, va aglutinar entorn de si a totes les persones amb inquietuds artístiques o literàries, tinguessin o no una trajectòria prèvia que les avalés".

## Directors
- Víctor Zurita Soler (1927-1974)
- Alfonso García-Ramos (1974-1980)
- Óscar Zurita Molina (1980-1982)